# En Hedu'anna

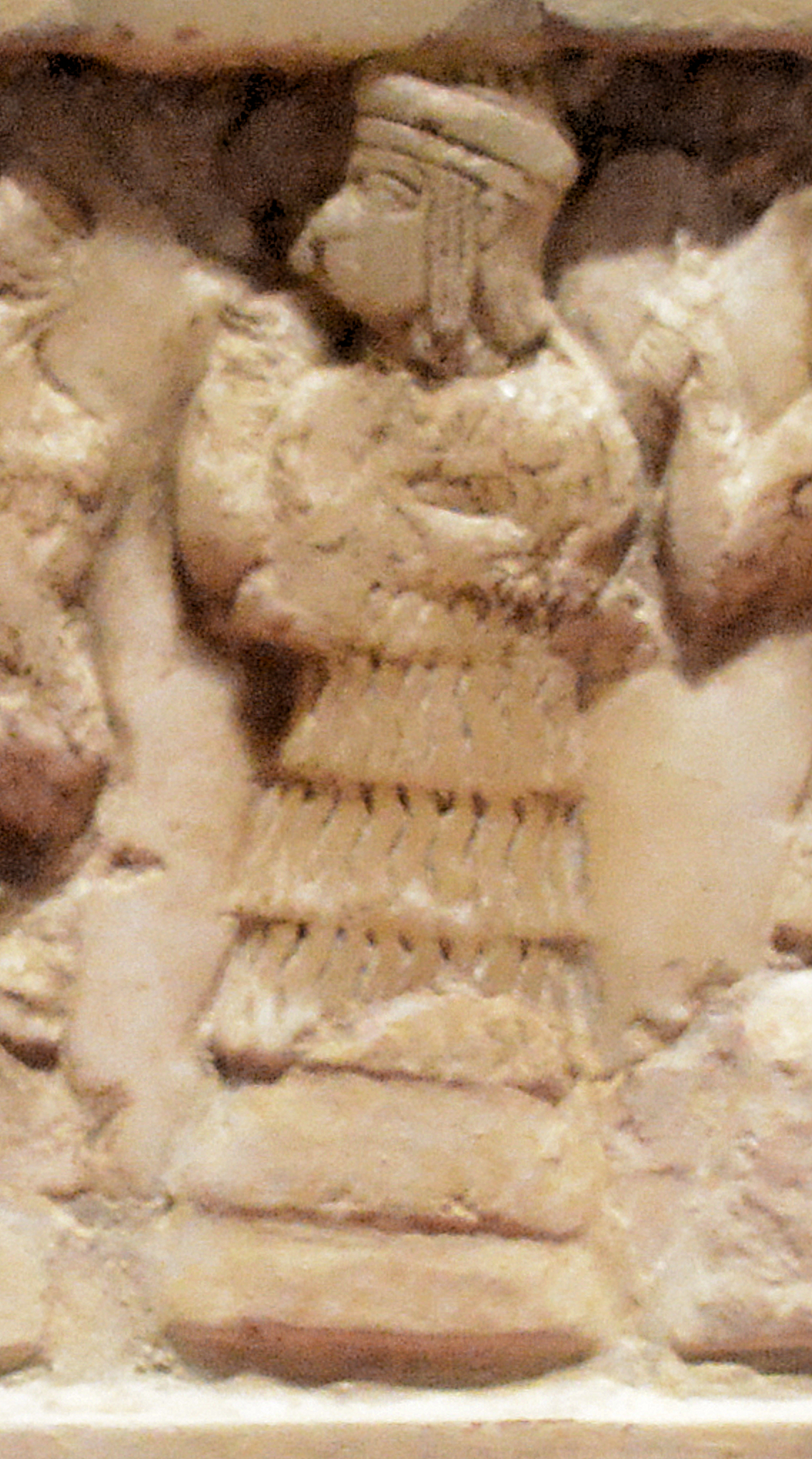

En Hedu'anna, var en sumerisk prinsessa, prästinna, matematiker, astrolog, astronom och skald, och den första namngivna författare som vi känner till. Hon levde i Sumer i södra Mesopotamien 2285 – 2250 f.Kr.
Namnet transkriberas även Enheduana, En-hedu-ana och EnHeduAnna. "En" betyder överstepräst eller översteprästinna och "hedu" betyder prydnad. Namnet skulle alltså översättas "Översteprästinnan som pryder guden An".
En Hedu'anna var av akkadisk stam, dotter till kung Sargon som enat Akkad och Sumer. Hennes ställning som månprästinna bidrog till att stärka faderns makt. Hennes moder var drottning Tashlultum.
Med sina kolleger skapade hon en av de första kalendrarna, som utgör grunden för den judiska kalendern och därigenom indirekt fortfarande bestämmer när vi ska fira påsk.
Som skald känner vi henne främst genom tre hymner till modergudinnan Inanna (planeten Venus), i verket 'Nin-Me-Sar-Ra', eller 'The Exaltation of Inanna'. Där har hon även vävt in en del information om sitt eget liv. En av hymnerna börjar Du drottning över all gudomlighet, Strålande ljus, Livgivande kvinna ...

## Eftermäle
Nedslagskratern Enheduanna på planeten Merkurius är uppkallad efter henne.